# Hensley Henson
Herbert Hensley Henson, född 1863, död 1947, var en brittisk teolog och biskop i Engelska kyrkan.
Henson var en av den religiösa liberalismens ledare i Storbritannien. Kyrkans anglokatolska företrädare kritiserade honom för att han stod upp för prästers rätt att tvivla på jungfrufödsel och kroppens uppståndelse, trots att Henson själv ställde sig bakom den ortodoxa doktrin som de själva omfattade. Vid andra tillfällen var Henson en direkt motståndare till de högkyrkliga och katolska strömningar som förekom i hans samtid.
Henson utsågs till kyrkoherde i Saint Margaret's of Westminster i London, den församlingskyrka som ligger tvärs över parkområdet vid Westminster Abbey. Tjänsten var förenad med uppdraget som kanik i Westminster Abbey, och han innehade den åren 1900–1912. Tiden i Westminster blev en plattform för Hensons teologiska idéer; han lät publicera nio böcker, tog ställning för ekumenik (och därmed emot premiärminister Gladstone), och predikade mot rovdrift i brittiska företag i utandet. 
Henson utsågs till dekan vid katedralen i Durham, en tjänst han innehade 1913–1918. Han fortsatte att vara kontroversiell genom sin syn på ekumenik, och deltog vid flera tillfällen i frikyrkliga sammankomster, inte minst reste han runt i olika frikyrkor i Wales samband med att statskyrkans avskaffande i Wales diskuterades. Det är möjligt att detta ledde till att han uppmärksammades av premiärminister David Lloyd George, och att det var därigenom som han trots sin kontroversiella stil utsågs till biskop av Herefords stift 1918–1920.
Några år senare återvände Henson till Durham, nu som biskop av Durhams stift, en tjänst han innehade 1920–1939. Efter de båda ärkestiften Canterbury och York är Durham det främsta stiftet inom Engelska kyrkan, och posten var en tydlig befordran. Genom gruvindustrin i området mötte Henson arbetarrörelsen; trots att han själv varit präst i fattiga stadsdelar och kämpat för sociala frågor tog han nu avstånd från socialismen och fackförbundsrörelsen. Främst gällde det att kollektivet kvävde individerna, vilket också var hans skäl till att ta avstånd från offentlig finansierad välfärd och i stället fokusera på välgörenhet baserad på frivilliga gåvor.
Tillsammans med många andra präster ställde sig Henson bakom en uppdatering av den allmänna bönboken, ett förslag som dock slogs ned av parlamentet. Detta var ett av skälen till att Henson med tiden kom att byta åsikt om statskyrkan, risken för att socialisterna skulle vinna regeringsmakten var ett annat. Trots sin kamp för att bevara statskyrkan i Wales blev han nu känd som en av statskyrkans största motståndare. 
Som dekan i Durham hade Henson kritiserat skilsmässolagstiftningen, han menade att den var orättvis mot kvinnor då den gav fördelar till män. Trots den liberala inställningen tog han senare, som biskop av Durham, avstånd från den präst från stiftet som förrättade vigseln mellan den abdikerade kung Edvard VIII och den frånskilda Wallis Simpson.
Under det sena 1930-talet var Henson en av ett fåtal i det brittiska prästerskapet som talade mot axelmakternas diktatorer, den växande antisemitismen, appeasement-politiken och Chamberlains avtal med Hitler. Han fortsatte sin kritik av nazismens övergrepp även efter sin pensionering 1939.
Henson utgav flera skrifter i brittisk kyrkohistoria och höll 1920 Olaus Petri-föreläsningar i Uppsala.